# يان مولدر
يان مولدر (بالهولندية: Jan Mulder)‏ هو عازف الأرغن وملحن وعازف بيانو هولندي، ولد في 3 مارس 1963 في روتردام في هولندا.

## وصلات خارجية
- الموقع الرسمي
- يان مولدر على موقع ميوزك برينز (الإنجليزية)
- يان مولدر على موقع أول ميوزيك (الإنجليزية)
- يان مولدر على موقع أول ميوزيك (الإنجليزية)
- يان مولدر على موقع ديسكوغز (الإنجليزية)